# Иванов, Василий Николаевич (гармонист)
Василий Николаевич Иванов (прозвище Вася Удалой, 1877—1936) — русский и советский гармонист.

## Биография
Родился в 1877 году в Москве в семье рабочего, гармониста-любителя Николая Ивановича Иванова.
С пяти лет Василий выступал в одном из номеров В. Л. Дурова, выезжая на манеж цирка с гармоникой верхом на свинье. Также выступал в ресторанах, на торжествах и ярмарках.
В 1918—1920 годах Василий Иванов играл в Московском Кремле на ужинах, в которых принимали участие все жители и работники Кремля, от членов правительства до уборщиц. В 1920-е годы Иванов работал с хором М. Е. Пятницкого. Некоторое время аккомпанировал О. В. Ковалёвой. Был членом профсоюза ВСЕРАБИС по установлению тарификации для гармонистов и баянистов, а также членом жюри конкурсов гармонистов 1926—1928 годов.
Жил в Москве на Краснопрудной улице. Умер от сердечного приступа в трамвае в 1936 году в Москве. Похоронен на Богородском кладбище.